# Fabriciana toroki
Fabriciana toroki är en fjärilsart som beskrevs av Aigner-abafi 1906. Fabriciana toroki ingår i släktet Fabriciana och familjen praktfjärilar. Inga underarter finns listade i Catalogue of Life.